# Давенант, Чарльз

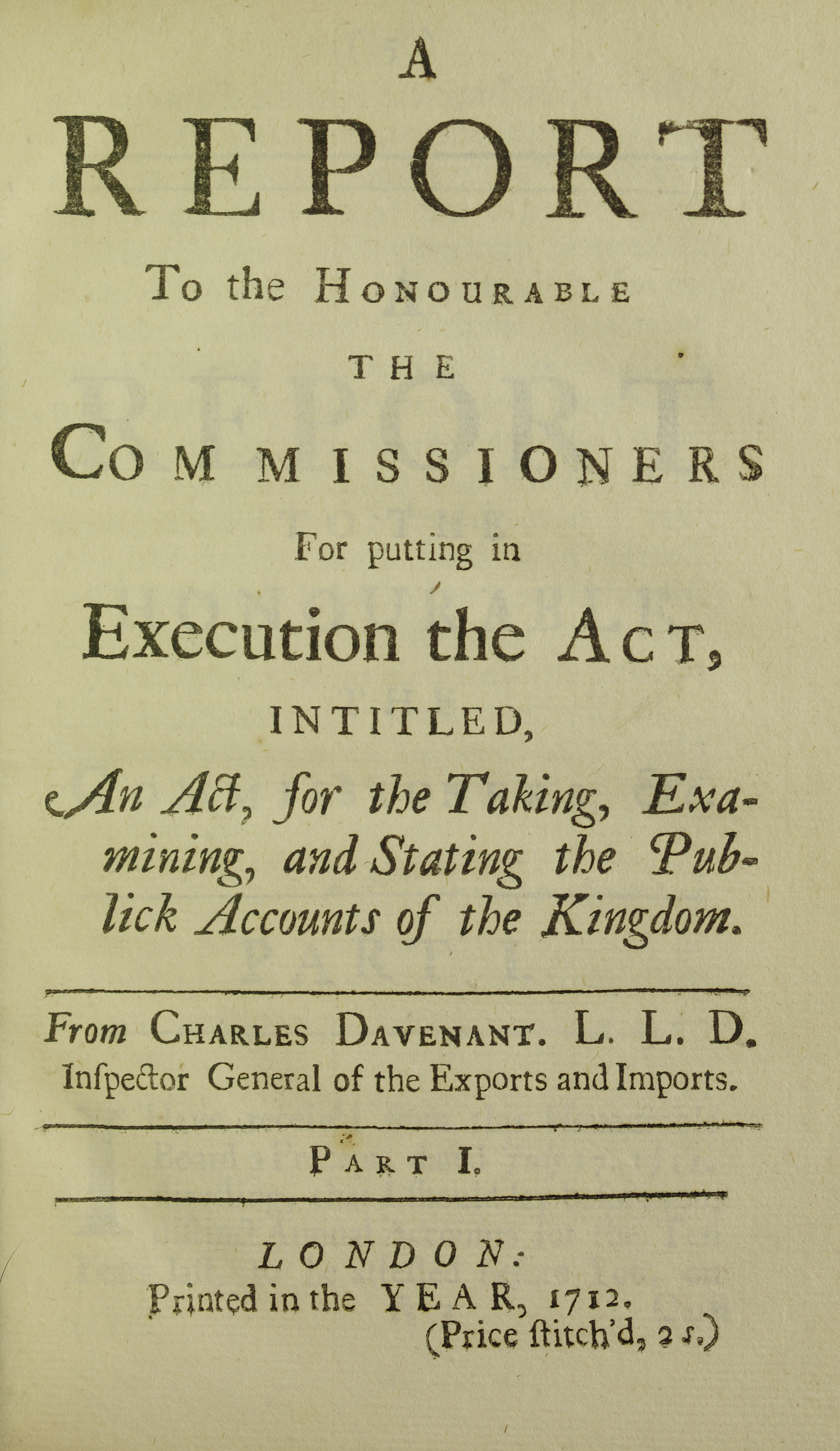

Чарльз Давенант (англ. Charles Davenant; 17 ноября 1656—1714) — английский экономист, представитель меркантилизма, писатель по экономическим и политическим вопросам, член парламента Англии.

## Биография
Чарльз родился 17 ноября 1656 года в Лондоне и был старшим сыном поэта сэра Уильяма Давенанта (1606—1668). В 1665—1671 годах обучался в гимназии города Чеам, графства Суррей в Англии. В 1671—1673 годах учился в Баллиол-колледже при Оксфордском университете, но покинул его без учёной степени.
В 1673—1675 годах, устроившись менеджером в театре отца, путешествовал, был в Голландии.
В 1675 году получил докторскую степень по праву от Кембриджского университета.
В 1675 году написал пьесу «Цезарь», которая имела некоторый успех.
В 1675 году стал адвокатом и членом Коллегии адвокатов по гражданским делам.
В 1678 году женился на Френсис.
В 1678—1689 годах был уполномоченным по акцизам при королях Карле II и Якове II. В 1685—1689 годах и в 1698—1701 годах был членом палаты общин парламента Англии от партии тори при Вильгельме III и Марии. С 1705 года и до своей смерти был генеральным инспектором по экспортным и импортным делам при королеве Анне.
Умер 6 ноября 1714 года и был похоронен на кладбище церкви св. Бригитты на Флит-стрит.

## Научные и политические заслуги
Дэвенант был одним из первых, кто осознал важность статистических данных и возможность их использования в политических целях. В своем «Рассуждении о возможных методах, которые позволят принести людям прибыль в торговом балансе» (1699 г.) он писал, что неопытные «молодые джентльмены» могут избежать дурных советов и козней льстецов, если будут иметь адекватное представление о текущем положении дел в стране. Это представление можно получить, лишь опираясь на количественные данные о «доходах и торговле нации», а также на их правильную интерпретацию. Во многом благодаря Дэвенанту споры о правильных и неверных расчетах, требования предоставить более точные данные, а также использование этих данных для критики деятельности правительства стали важным элементом политической культуры Англии.

## Память
Входит в список «100 великих экономистов до Кейнса» по версии М. Блауга.